# Цариброд (община)
 Тази статия е за общината в Сърбия.  За общината в Област Хасково вижте Община Димитровград.  
Цариброд (на сръбски: Општина Димитровград или Opština Dimitrovgrad) е община в Западните покрайнини, Сърбия. Влиза в състава на Пиротски окръг. Административен център на общината е Цариброд. община Цариброд, заедно с община Босилеград, са двете общини в Сърбия, в които мнозинството от населението са етнически българи.

## География
Територията на община Цариброд обхваща пет историко-географски района: Понишавие, Висок, Забърде, Бурел и Дерекул.
Релефът в общината е хълмисто-планински. Югозападно от долината на река Нишава преобладава хълмисто-планинска, известна като Бурел, Дерекул, и Барие, която на изток завършва с долината на река Лукавица, а на запад – с пресеченото ждрело на Ерма. Източно и югоизточно територията на община Цариброд е ограничена от границата с България, а на север и северозапад – с териториите на община Пирот и Бабушница. Цялата територия на община Цариброд е пресечена от долината на река Нишава, която тече в посока югоизток-северозапад.

### Населени места
В състава на общината влиза един град:
- Цариброд

и 43 села
| - Болев дол - Бански дол - Барие - Бачево - Белеш - Било - Брачевци - Бребевница - Верзар - Височки Одоровци | - Вълковия - Врабча - Гоин дол - Горна Невля - Горни Криводол - Градинье - Грапа - Гуленовци - Долна Невля - Долни Криводол | - Драговита - Желюша - Изатовци - Искровци - Каменица - Куса Врана - Лукавица - Мъзгош - Моинци - Петачинци - Петърлаш | - Планиница - Поганово - Прача - Пъртопопинци - Пъскашия - Радейна - Сенокос - Скървеница - Сливница - Смиловци - Трънски Одоровци |

## Население
| Населението в общината през 2002 година е 11 748 души. \| Етнически групи \| Население \| Процент \| \| --------------- \| --------- \| ------- \| \| българи \| 5836 \| 49,68% \| \| сърби \| 3005 \| 25,58% \| \| югославяни \| 472 \| 4,02% \| \| цигани \| 68 \| 0,58% \| \| македонци \| 41 \| 0,35% \| \| черногорци \| 15 \| 0,13% \| \| хървати \| 6 \| 0,05% \| \| неопределили се \| 1478 \| 12,58% \| \| други \| 827 \| 7,05% \| \| Общо \| 11 748 \| 100% \| |           |         |
| Етнически групи | Население | Процент |
| българи | 5836      | 49,68%  |
| сърби | 3005      | 25,58%  |
| югославяни | 472       | 4,02%   |
| цигани | 68        | 0,58%   |
| македонци | 41        | 0,35%   |
| черногорци | 15        | 0,13%   |
| хървати | 6         | 0,05%   |
| неопределили се | 1478      | 12,58%  |
| други | 827       | 7,05%   |
| Общо | 11 748    | 100%    |

## Политика
Общинския съвет в община Цариброд се състои от 29 души. Мнозинство в общинския съвет от 17 съветника имат Демократическата партия, Г17 плюс, Социалистическата партия на Сърбия, Партията на обединените пенсионери на Сърбия и Партията на българите в Сърбия.
| Партия | Партия                                                                      | Брой съветници (от 29) |
| ------ | --------------------------------------------------------------------------- | ---------------------- |
|        | Демократическа партия-Г17 плюс                                              | 12                     |
|        | Сръбска радикална партия                                                    | 4                      |
|        | Демократическа партия на Сърбия                                             | 4                      |
|        | Демократична партия на българите                                            | 4                      |
|        | Социалистическа партия на Сърбия-Партия на обединените пенсионери на Сърбия | 3                      |
|        | Партия на българите в Сърбия                                                | 2                      |